# الجينايت
الآلجينايت (الالجينيت) هو صخرة  ذات لون رمادي داكن يعود أصلها إلى المناجم المجرية بجهة جارس. يمثل الألجينايت مادة ضرورية لتحسين التربة والمحافظة على المياه وحماية الطبيعة.

## نشأة الآلجينايت
مند حوالي 5-4 مليون سنة، نشأ الآلجينايت انطلاقا من مزيج من الكتلة الحيوية للطحالب الأحفورية والصخور الرسوبية والبركانية المنجرفة في الحوض الكاريبي. وقد دخل الماء المالح للبحر البانوني المحيط مع الجزيئات الدقيقة العائمة إلى المخاريط البركانية البارزة.

## اكتشاف الآلجينايت
اكتشف الآلجينايت بالمجر سنة 1973م من قبل الدكتور سولتي جابور وهو المرجع العالمي فيما يخص مادة الآلجينايت.